# De Pinte
De Pinte este o comună neerlandofonă situată în provincia Flandra de Est, regiunea Flandra din Belgia. La 1 ianuarie 2008 avea o populație totală de 10.251 locuitori. 

## Geografie
Comuna actuală De Pinte a fost formată în urma unei reorganizări teritoriale în anul 1977, prin înglobarea într-o singură entitate a 2 comune învecinate. Suprafața totală a comunei este de 17,98 km². Comuna este subdivizată în secțiuni, ce corespund aproximativ cu fostele comune de dinainte de 1977. Acestea sunt:
| - I. De Pinte - II. Zevergem |

Localitățile limitrofe sunt:
- a. Sint-Denijs-Westrem (Gent)
- b. Zwijnaarde (Gent)
- c. Schelderode (Merelbeke)
- d. Melsen (Merelbeke)
- e. Vurste (Gavere)
- f. Eke (Nazareth)
- g. Nazareth
- h. Deurle (Sint-Martens-Latem)
- i. Sint-Martens-Latem

## Localități înfrățite
- Germania: Freiamt.